# Ferrovia Mantes-la-Jolie - Cherbourg
La ferrovia Mantes-la-Jolie - Cherbourg (Ligne de Mantes-la-Jolie à Cherbourg in francese) è una linea ferroviaria francese a scartamento ordinario lunga 313 km che unisce il sobborgo parigino di Mantes-la-Jolie con il porto atlantico di Cherbourg. Attraversa la parte occidentale dell'Île-de-France e gran parte della Normandia.

## Storia
Fu costruita tra il 1855 ed il 1858 dalla Compagnie des chemins de fer de l'Ouest. Fu aperta al traffico il 17 luglio 1858, mentre il viaggio inaugurale si enne il 3 agosto dello stesso anno alla presenza di Napoleone III.
Tra il 1897 ed il 1900 la linea venne raddoppiata. L'elettrificazione venne invece realizzata tra il 1989 ed il 1996.